# Nothocasis appendicularia
Nothocasis appendicularia là một loài bướm đêm trong họ Geometridae.